# Żurawki
Żurawki – osada kociewska w Polsce, położona w województwie pomorskim, w powiecie starogardzkim, w gminie Osiek, w kompleksie leśnym Borów Tucholskich.
W latach 1975–1998 miejscowość położona była w województwie gdańskim.